# Black Africa Football Club
Il Black Africa Football Club è una società calcistica di Windhoek, capitale della Namibia. Milita nella massima divisione del campionato namibiano e ha sede a Katutura, a nord della città. Disputa le partite interne nello Stadio Sam Nujoma (25.500 posti), situato nella zona meridionale della capitale.
Il Club è noto anche con il nome di Lively Lions.

## Palmarès

### Competizioni nazionali
- Campionati namibiani: 10

1987, 1989, 1994, 1995, 1998, 1999, 2011, 2012, 2013, 2014, 2019
- Coppa della Namibia: 3

1990, 1993, 2004

## Performance nelle competizioni CAF
- CAF Champions League: 2 partecipazioni

1996, 2014
- Coppa delle Coppe d'Africa: 2 partecipazioni

1991, 1994